# Gunnar Fischer
Pour les articles homonymes, voir Fischer.
Gunnar Fischer, né le 18 novembre 1910 à Ljungby (Suède) et mort le 11 juin 2011 à Stockholm (Suède), est un directeur de la photographie suédois. Il est connu pour avoir travaillé sur de nombreux films d'Ingmar Bergman.
Il est le petit-fils du banquier Elis Fischer.

## Filmographie

### Cinéma
- 1938 : Bara en trumpetare
- 1939 : Yak le harponneur (Valfångare)
- 1942 : Det är min musik
- 1943 : Natt i hamn
- 1945 : Deux Êtres (Två människor), de Carl Theodor Dreyer
- 1945 : Sirènes et cols bleus (Blåjackor)
- 1947 : Tappa inte sugen
- 1947 : Tant Grön, Tant Brun och Tant Gredelin
- 1947 : Krigsmans erinran
- 1948 : Ville portuaire (Hamnstad), d'Ingmar Bergman
- 1948 : Soldat Boum (Soldat Bom)
- 1949 : La Fontaine d'Aréthuse (Törst), d'Ingmar Bergman
- 1950 : Vers la joie (Till glädje), d'Ingmar Bergman
- 1950 : Cela ne se produirait pas ici (Sånt händer inte här), d'Ingmar Bergman
- 1951 : Biffen och Bananen (en)
- 1951 : Skeppare i blåsväder
- 1951 : Jeux d'été (Sommarlek), d'Ingmar Bergman
- 1952 : L'Attente des femmes (Kvinnors väntan), d'Ingmar Bergman
- 1953 : Un été avec Monika (Sommaren med Monika), d'Ingmar Bergman
- 1953 : Vi tre debutera
- 1953 : I dimma dold
- 1954 : Seger i mörker
- 1954 : Gabrielle, de Hasse Ekman
- 1955 : Stampen
- 1955 : Sourires d'une nuit d'été (Sommarnattens leende), d'Ingmar Bergman
- 1956 : Egen ingång
- 1956 : Hårda leken, Den
- 1957 : Le Septième Sceau (Det Sjunde inseglet), d'Ingmar Bergman
- 1957 : Möten i skymningen
- 1957 : Les Fraises sauvages (Smultronstället), d'Ingmar Bergman
- 1958 : Du är mitt äventyr
- 1958 : Lek på regnbågen
- 1958 : Le Visage (Ansiktet), d'Ingmar Bergman
- 1959 : Det svänger på slottet
- 1960 : L'Œil du diable (Djävulens öga), d'Ingmar Bergman
- 1961 : Two Living, One Dead
- 1961 : Blandt mange, Een
- 1961 : Pojken i trädet
- 1961 : Lustgården
- 1962 : Kort är sommaren
- 1962 : Siska - en kvinnobild
- 1963 : Min kära är en ros
- 1964 : 491, de Vilgot Sjöman
- 1965 : Juninatt
- 1965 : ...för vänskaps skull...
- 1966 : Oj oj oj eller 'sången om den eldröda hummern'
- 1966 : Adamsson i Sverige
- 1967 : Ola och Julia
- 1968 : Svarta palmkronor
- 1969 : Made in Sweden
- 1969 : Miss and Mrs Sweden

### Télévision
- 1969 : Kråkguldet (feuilleton TV)
- 1971 : Is, de Åke Lindman
- 1973 : Din stund på jorden (feuilleton)
- 1974 : Parade, de Jacques Tati
- 1976 : Raskens (feuilleton)